# Pat Brando
Pat Brando fue una serie de historietas policíaca publicada desde 1953 hasta 1957 por el italiano Mario Faustinelli (usando el seudónimo Martino) en la revista argentina Misterix.

## Trayectoria editorial
Pat Brando apareció en noviembre de 1953 en el primer número de Super Misterix y continuó publicándose, con interrupciones, hasta el número 451 de Misterix el 5 de julio de 1957.

## Argumento y personajes
Pat Brando es un detective rubio, dueño de su propia agencia, que lleva con una niña de la que es tutor, Sybil. Sus aventuras están frecuentemente teñidas de humor.